# 约斯塔·安德松
约斯塔·安德松（瑞典語：Gösta Andersson，1917年2月15日—1975年9月12日），瑞典男子摔跤运动员。他曾代表瑞典参加1948年和1952年夏季奥林匹克运动会摔跤比赛，共获得一枚金牌和一枚银牌。